# Söderfors
Söderfors is een plaats in de gemeente Tierp in de landschappen Uppland en Gästrikland en de provincie Uppsala län in Zweden. De plaats heeft 1597 inwoners (2005) en een oppervlakte van 229 hectare.

## Verkeer en vervoer
Bij de plaats loopt de Länsväg 292.